# Latin jazz
Latin jazz je obecný termín pro hudbu kombinující rytmy afrických a latinskoamerických zemí s jazzovými harmoniemi ze Spojených států. Latin jazz má dvě varianty: afrokubánský a brazilský. Afrokubánský jazz se hrál ve Spojených státech neprodleně po období bebopu, zatímco brazilský jazz se stal populárním v šedesátých a sedmdesátých letech.
Rozvoj afrokubánského jazzu nastal po smrti Charlieho Parkera. Afrokubánské skupiny tehdy začali formovat někteří významní muzikanti, jako např. Dizzy Gillespie a Billy Taylor. Ačkoliv tuto hudbu nejvíce ovlivňovali kubánští muzikanti jako Tito Puente a mnohem později Arturo Sandoval, stále existovalo mnoho amerických muzikantů, kteří využívali kubánské rytmy ve svých dílech.